# 舍夫琴卡 (別爾江斯克區)
46°47′35″N 36°31′46″E / 46.79306°N 36.52944°E
舍夫琴卡（烏克蘭語：Шевченка）是位於烏克蘭東南部的村莊，由扎波羅熱州別爾江斯克區的安德里伊夫卡市鎮負責管轄。該村面積0.88平方公里，2001年人口158，人口密度每平方公里180人。